# Coquette (pomme)
Pour les articles homonymes, voir Coquette.
Coquette est le nom d'un cultivar de pommier domestique, variété locale des Pyrénées-Orientales.

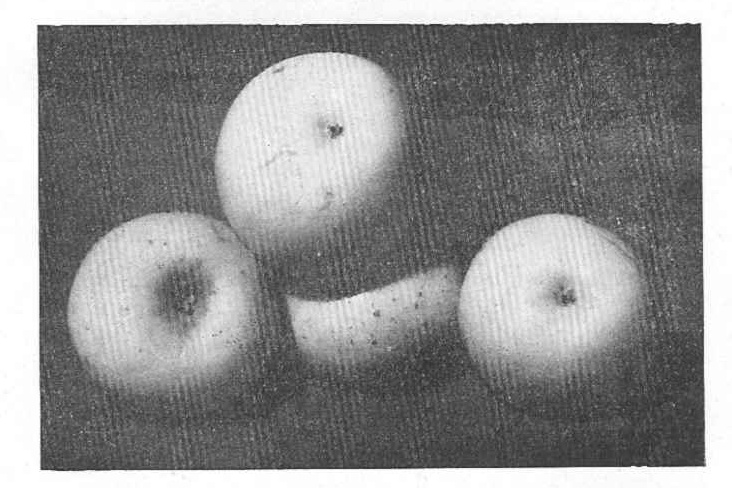
Quelques "Coquette", originaires des environs de "Molitg-les-Bains".

Nom botanique : Malus domestica 'Coquette'.

## Synonymes
Blanche-d'Espagne.

## Origine
Origine ancienne et inconnue.

## Description
Arbre très vigoureux au port érigé.
Le fruit est moyen ou assez gros, plus large que haut à contour régulier, asymétrique.
Le pédoncule est court, à œil clos ou mi-ouvert, dans une cuvette évasée.
L'épiderme se révèle uniformément jaune clair, lavé de rose vif à maturité.
Sa chair est blanche, assez juteuse.
La maturité est atteinte de novembre à avril.
Sur franc, la maturité de l'arbre est soutenue, bien que se manifestant tardivement.